# Elsassiska

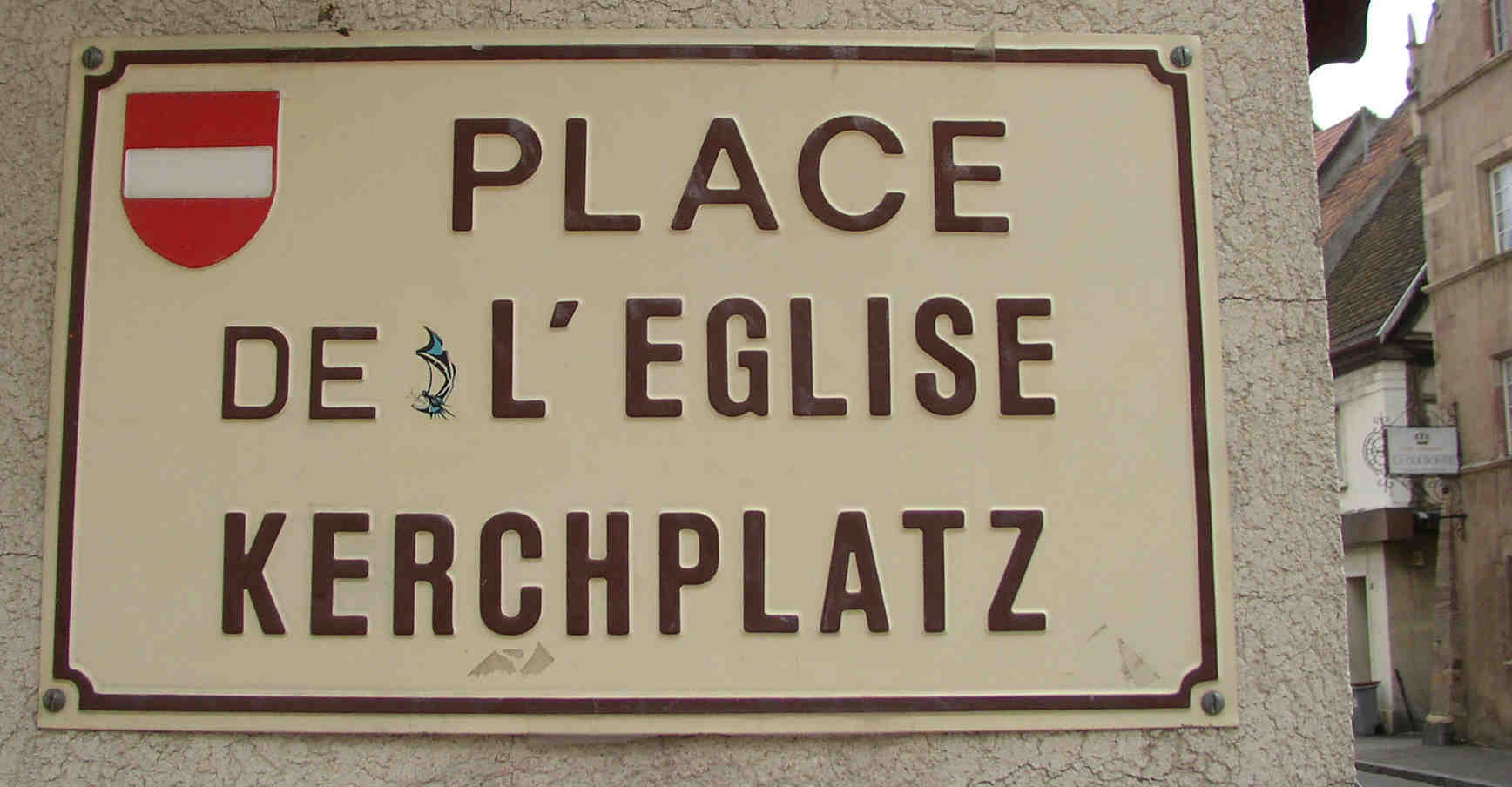
"Kyrktorget". Tvåspråkig skylt i Alsace.

Elsassiska eller elsassertyska (elsassiska: Elsässisch eller Elsässerditsch, standardhögtyska: Elsässisch eller Elsässerdeutsch, franska: Alsacien) är en tysk dialekt som talas i Alsace (tyska: Elsass), ett område som idag ligger i nordöstra Frankrike och som i historien skiftat mellan att tillhöra Tyskland och Frankrike.

## Beskrivning och karaktär
Elsassiskan hör till det alemanniska dialektområdet och liknar därmed närliggande dialekter som schweizertyska, schwabiska och badentyska. Den kan vara svårare att förstå för tysktalande från andra delar av språkområdet. Det finns en hel del franska lånord i elsassiskan, ord, som oftast försetts med tyska ändelser. Många av de som talar elassiska skriver på standardtyska, men gatunamn (tidigare endast skrivna på franska, men några städer är tvåspråkiga som Strasbourg) kan vara skrivna med lokal stavning.
Frankrikes grundlag konstaterar att franska är landets enda officiella språk, men man erkänner 23 språk som officiella regionala språk, bland annat elsassiska.
I norra delen av Alsace talas en helt annan tysk dialekt, pfalziskan, som kan härledas till den tyska regionen Pfalz.

## Exempel
| Svenska       | Elsassiska     | Standardtyska | Franska |
| ------------- | -------------- | ------------- | ------- |
| jorden        | Erd            | Erde          | terre   |
| himmel        | Himmel         | Himmel        | ciel    |
| vatten        | Wasser         | Wasser        | eau     |
| eld           | Fir            | Feuer         | feu     |
| man           | Mann           | Mann          | homme   |
| kvinna (fru)  | Frau           | Frau          | femme   |
| förtära (äta) | assa           | essen         | manger  |
| dricka        | trinka (süffa) | trinken       | boire   |
| stor          | gross          | gross         | grand   |
| liten         | klaan          | klein         | petit   |
| natt          | Nacht          | Nacht         | nuit    |
| dag           | Dâa            | Tag           | jour    |